# 데이나 스나이더
데이나 스나이더(Dana Snyder, 1973년 11월 14일 ~ )는 미국의 희극인이자 배우이다.

## 출연 작품
- BFF 걸즈 (2018)
- 슈퍼콘 (2018)
- 리틀 빅 어썸 (2016)
- 썬더맨 (2013)
- 로봇토미 (2010)
- 매드 (2010)
- 부그와 엘리엇 3 (2010)
- 어항 속의 하이틴 (2010)
- 아쿠아 틴 헝거 포스 - 극장판 (2007)
- 스퀴드빌리스 (2005)
- 로봇 치킨 - 시리즈 (2005)
- 벤처 브라더스 (2003)
- 아쿠아 틴 헝거 포스 - 시리즈 (2000)